# 柳樹 (阿拉斯加州)
柳樹（英語：Willow）是位於美國阿拉斯加州馬塔努斯卡-蘇西特納自治市鎮的一個人口普查指定地區。根據2010年美國人口普查，該地人口為2102人，而該地的面積約為1794.50平方千米。

## 地理
柳樹的座標為61°46′10″N 149°59′28″W / 61.76944°N 149.99111°W，而該地的平均海拔高度為65米（即213英尺）。